# العلاقات البرتغالية الفرنسية
العلاقات البرتغالية الفرنسية هي العلاقات الثنائية التي تجمع بين البرتغال وفرنسا.

## مقارنة بين البلدين
هذه مقارنة عامة ومرجعية للدولتين:
| وجه المقارنة                                              | البرتغال                                                  | فرنسا                                                    |
| --------------------------------------------------------- | --------------------------------------------------------- | -------------------------------------------------------- |
| المساحة (كم2)                                             | 92.21 ألف                                                 | 643.80 ألف                                               |
| عدد السكان (نسمة)                                         | 10.60 مليون                                               | 67.12 مليون                                              |
| الكثافة السكانية (ن./كم²)                                 | 114.95                                                    | 104.26                                                   |
| العاصمة                                                   | لشبونة                                                    | باريس                                                    |
| اللغة الرسمية                                             | اللغة البرتغالية، اللغة الميراندية                        | لغة فرنسية                                               |
| العملة                                                    | يورو، اسكودو برتغالي                                      | يورو، فرنك س ف ب، فرنك فرنسي، Livre tournois ‏            |
| الناتج المحلي الإجمالي (بليون دولار)                      | 217.57 مليار                                              | 2.58 تريليون                                             |
| الناتج المحلي الإجمالي (تعادل القوة الشرائية) بليون دولار | 307.82 مليار                                              | 2.87 تريليون                                             |
| الناتج المحلي الإجمالي الاسمي للفرد دولار أمريكي          | 19.22 ألف                                                 | 36.20 ألف                                                |
| الناتج المحلي الإجمالي للفرد دولار أمريكي                 | 28.76 ألف                                                 | 39.33 ألف                                                |
| مؤشر التنمية البشرية                                      | 0.830                                                     | 0.888                                                    |
| رمز المكالمات الدولي                                      | +351                                                      | +33                                                      |
| رمز الإنترنت                                              | .pt                                                       | .fr، .bzh ‏، .tf، .re، .wf، .yt، .pm، .paris              |
| المنطقة الزمنية                                           | توقيت غرب أوروبا، توقيت غرب أوروبا الصيفي، أوروبا/لشبونة ‏ | أوروبا/باريس ‏، توقيت وسط أوروبا، توقيت وسط أوروبا الصيفي |

## مدن متوأمة
في ما يلي قائمة باتفاقيات التوأمة بين مدن برتغالية وفرنسية:
- ترتبط ماتوسينهوس مع ميرينياك باتفاقية توأمة.
- ترتبط فيلا ريال مع غراس باتفاقية توأمة منذ 2003.
- ترتبط براغانزا مع Les Pavillons-sous-Bois [الإنجليزية]‏ باتفاقية توأمة.
- ترتبط قلمرية مع بواتييه باتفاقية توأمة منذ 1988.
- ترتبط مارينها جراندي مع فونتوني سو بوا باتفاقية توأمة منذ 6 أكتوبر 1984.
- ترتبط Boticas [الإنجليزية]‏ مع Gond-Pontouvre [الإنجليزية]‏ باتفاقية توأمة.
- ترتبط Lousada [الإنجليزية]‏ مع تيل (فرنسا) باتفاقية توأمة.
- ترتبط فيلانوفا ديفوزكوا مع Villetaneuse [الإنجليزية]‏ باتفاقية توأمة.
- ترتبط ليريا مع سان مور ديه فوسيه باتفاقية توأمة.
- ترتبط مانغوالدي مع لو بوي أون فيلاي باتفاقية توأمة.
- ترتبط فيغيرا دا فوز مع غرادينيان باتفاقية توأمة منذ 1992.[16]
- ترتبط أوريم مع Le Plessis-Trévise [الإنجليزية]‏ باتفاقية توأمة.
- ترتبط Luso (Mealhada) [الإنجليزية]‏ مع Contrexéville [الإنجليزية]‏ باتفاقية توأمة.
- ترتبط Alpiarça [الإنجليزية]‏ مع شامبيني سور مارن باتفاقية توأمة.
- ترتبط فيلا دو كوندي مع لي كانيت باتفاقية توأمة.
- ترتبط آبرانتس مع Parthenay [الإنجليزية]‏ باتفاقية توأمة.
- ترتبط أوليفيرا دو بايرو مع لومبال [الإنجليزية]‏ باتفاقية توأمة.
- ترتبط كاسترو ماريم [الإنجليزية]‏ مع Guérande [الإنجليزية]‏ باتفاقية توأمة.
- ترتبط مايا مع أندريزيو بوتيون [الإنجليزية]‏ باتفاقية توأمة.
- ترتبط أفيرو مع بورج باتفاقية توأمة.
- ترتبط سيتوبال مع بو باتفاقية توأمة.
- ترتبط يابرة مع شارتر باتفاقية توأمة.
- ترتبط غيمارايش مع بريف لا غايلارد باتفاقية توأمة منذ 27 مايو 1999.[17][17][18][18]
- ترتبط Santiago de Figueiró [الإنجليزية]‏ مع لا روشيل باتفاقية توأمة.
- ترتبط Penamacor [الإنجليزية]‏ مع كلامار باتفاقية توأمة.
- ترتبط بارديس مع Seichamps [الإنجليزية]‏ باتفاقية توأمة.
- ترتبط تشافيس مع تلانس باتفاقية توأمة منذ 2004.
- ترتبط أناديا مع Villecresnes [الإنجليزية]‏ باتفاقية توأمة.
- ترتبط تاويرا مع بيربينيا باتفاقية توأمة منذ 7 يوليو 2001.
- ترتبط Vila Nova de Paiva [الإنجليزية]‏ مع أورسي [الإنجليزية]‏ باتفاقية توأمة.
- ترتبط بومبال مع Biscarrosse [الإنجليزية]‏ باتفاقية توأمة.
- ترتبط Belinho  [لغات أخرى]‏ مع كورباي إيسون باتفاقية توأمة.
- ترتبط Vila Nova de Poiares [الإنجليزية]‏ مع Douchy-les-Mines [الإنجليزية]‏ باتفاقية توأمة.
- ترتبط Condeixa-a-Nova [الإنجليزية]‏ مع لوجيمو باتفاقية توأمة منذ 1999.[19]
- ترتبط Vila Nova de Cerveira  [لغات أخرى]‏ مع Chagny, Saône-et-Loire [الإنجليزية]‏ باتفاقية توأمة.
- ترتبط إيستاريجا مع La Riche [الإنجليزية]‏ باتفاقية توأمة.
- ترتبط بينيلا مع Ormesson-sur-Marne [الإنجليزية]‏ باتفاقية توأمة.
- ترتبط سانتا ماريا دا فييرا مع جوي ليه تور [الإنجليزية]‏ باتفاقية توأمة.
- ترتبط تومار مع فانسن باتفاقية توأمة.
- ترتبط Aljustrel [الإنجليزية]‏ مع Hem, Nord [الإنجليزية]‏ باتفاقية توأمة.
- ترتبط Figueira de Castelo Rodrigo [الإنجليزية]‏ مع Wissous [الإنجليزية]‏ باتفاقية توأمة منذ 17 يونيو 1990.
- ترتبط باكوس دي فيريرا مع سارتروفيل باتفاقية توأمة.
- ترتبط فيسيو مع Marly-le-Roi [الإنجليزية]‏ باتفاقية توأمة.[20]
- ترتبط سانتو تريسو مع ماكون باتفاقية توأمة.[21][21]
- ترتبط نازاري مع نوجينت سور مارن باتفاقية توأمة.
- ترتبط أركوس دي فالديفيز [الإنجليزية]‏ مع دمري لليس [الإنجليزية]‏ باتفاقية توأمة.
- ترتبط Celorico de Basto [الإنجليزية]‏ مع هويلز باتفاقية توأمة.
- ترتبط أوفار [الإنجليزية]‏ مع Pithiviers [الإنجليزية]‏ باتفاقية توأمة منذ 31 مايو 1996.[22][22][23][24]
- ترتبط كاشكايش مع بياريتز باتفاقية توأمة.
- ترتبط فيلا فرانكا دي إكسيرا مع فيلجويف باتفاقية توأمة.
- ترتبط أولهاو مع Lesparre-Médoc [الإنجليزية]‏ باتفاقية توأمة.
- ترتبط بونتي دي ليما [الإنجليزية]‏ مع Vandœuvre-lès-Nancy [الإنجليزية]‏ باتفاقية توأمة.
- ترتبط كامينيا مع Pontault-Combault [الإنجليزية]‏ باتفاقية توأمة.
- ترتبط قنطرة بارصا [الإنجليزية]‏ مع Les Clayes-sous-Bois [الإنجليزية]‏ باتفاقية توأمة.
- ترتبط بيسو دا ريغوا مع مارماند [الإنجليزية]‏ باتفاقية توأمة.
- ترتبط كوفيليا مع روبيه باتفاقية توأمة.
- ترتبط بورتو مع بوردو باتفاقية توأمة منذ 1984.
- ترتبط فاطمة مع لورد باتفاقية توأمة.
- ترتبط الكاسر دو سال مع بوندي باتفاقية توأمة.
- ترتبط Redondo, Portugal [الإنجليزية]‏ مع جين (لواريت) باتفاقية توأمة.
- ترتبط Oliveira do Douro, Vila Nova de Gaia [الإنجليزية]‏ مع La Réole [الإنجليزية]‏ باتفاقية توأمة.
- ترتبط فيانا دو كاستيلو مع ريوم باتفاقية توأمة.
- ترتبط بورتيماو مع فيامومب [الإنجليزية]‏ باتفاقية توأمة.
- ترتبط بارسيلوس مع فييرزو باتفاقية توأمة.
- ترتبط فارو مع بايون باتفاقية توأمة.
- ترتبط فالبوكاس مع لا غارن كولمب باتفاقية توأمة.
- ترتبط Manteigas [الإنجليزية]‏ مع مرلاش باتفاقية توأمة.
- ترتبط أمارانتي مع Achères, Yvelines [الإنجليزية]‏ باتفاقية توأمة.
- ترتبط جوندومار مع Feyzin [الإنجليزية]‏ باتفاقية توأمة.
- ترتبط ميلادا مع ميلو (فرنسا) باتفاقية توأمة.
- ترتبط براغا مع بوتو (فرنسا) باتفاقية توأمة.
- ترتبط Vila Nova da Barquinha [الإنجليزية]‏ مع Dissay [الإنجليزية]‏ باتفاقية توأمة منذ 15 أكتوبر 2000.
- ترتبط São João de Loure  [لغات أخرى]‏ مع إرستين باتفاقية توأمة.
- ترتبط توريس فيدراس مع ليلوبون [الإنجليزية]‏ باتفاقية توأمة.
- ترتبط أويرس مع سانت إتيان باتفاقية توأمة منذ 1996.
- ترتبط Moita [الإنجليزية]‏ مع بلايسير باتفاقية توأمة.
- ترتبط فيزيلا مع فرونتنيان باتفاقية توأمة.
- ترتبط نيسا (البرتغال) مع أزاي لو ريدو باتفاقية توأمة.
- ترتبط Seia [الإنجليزية]‏ مع Contrexéville [الإنجليزية]‏ باتفاقية توأمة.
- ترتبط ألكوباكا مع Aubergenville [الإنجليزية]‏ باتفاقية توأمة.
- ترتبط Sesimbra [الإنجليزية]‏ مع غرانفيل باتفاقية توأمة.
- ترتبط Mafra, Portugal [الإنجليزية]‏ مع Fréhel, Côtes-d'Armor [الإنجليزية]‏ باتفاقية توأمة.
- ترتبط Constância [الإنجليزية]‏ مع Fondettes [الإنجليزية]‏ باتفاقية توأمة.
- ترتبط Lousã [الإنجليزية]‏ مع برادس [الإنجليزية]‏ باتفاقية توأمة.
- ترتبط كانتانهيدي مع ألفورفيل باتفاقية توأمة.
- ترتبط Melgaço, Portugal [الإنجليزية]‏ مع Lavelanet [الإنجليزية]‏ باتفاقية توأمة.
- ترتبط Póvoa de Lanhoso [الإنجليزية]‏ مع Neuves-Maisons [الإنجليزية]‏ باتفاقية توأمة.
- ترتبط فيلجويراس مع Pont-Sainte-Maxence [الإنجليزية]‏ باتفاقية توأمة.

## منظمات دولية مشتركة
يشترك البلدان في عضوية مجموعة من المنظمات الدولية، منها:
| علم المنظمة | اسم المنظمة                               | تاريخ انضمام البرتغال | تاريخ انضمام فرنسا |
| ----------- | ----------------------------------------- | --------------------- | ------------------ |
|             | وكالة الفضاء الأوروبية                    | ?                     | 30 أكتوبر 1980     |
|             | بنك التنمية الآسيوي                       | 2002                  | 1970               |
|             | الاتحاد الأوروبي                          | 1986                  | 25 مارس 1957       |
|             | وكالة ضمان الاستثمار متعدد الأطراف        | 6 يونيو 1988          | 28 ديسمبر 1989     |
|             | منظمة التعاون الاقتصادي والتنمية          | 4 أغسطس 1961          | 7 أغسطس 1961       |
|             | الأمم المتحدة                             | 14 ديسمبر 1955        | 24 أكتوبر 1945     |
|             | الوكالة الدولية للطاقة                    | ?                     | ?                  |
|             | الفريق المعني برصد الأرض                  | ?                     | ?                  |
|             | مركز تنسيق الحركة في أوروبا ‏              | ?                     | ?                  |
|             | منظمة حظر الأسلحة الكيميائية              | ?                     | ?                  |
|             | منظمة التجارة العالمية                    | ?                     | 1995               |
|             | منظمة الشرطة الجنائية الدولية             | ?                     | ?                  |
|             | البنك الإفريقي للتنمية                    | ?                     | ?                  |
|             | منظمة الأمن والتعاون في أوروبا            | 25 يونيو 1973         | 25 يونيو 1973      |
|             | مؤسسة التنمية الدولية                     | 29 ديسمبر 1992        | 30 ديسمبر 1960     |
|             | حلف شمال الأطلسي                          | 4 أبريل 1949          | 4 أبريل 1949       |
|             | نظام تحكم تكنولوجيا القذائف               | 1992                  | 1987               |
|             | يونسكو                                    | 11 مارس 1965          | 4 نوفمبر 1946      |
|             | مجلس أوروبا                               | ?                     | 5 مايو 1949        |
|             | اتحاد المدفوعات الأوروبي ‏                 | ?                     | ?                  |
|             | الاتحاد البريدي العالمي                   | ?                     | ?                  |
|             | البنك الدولي للإنشاء والتعمير             | 29 مارس 1961          | 27 ديسمبر 1945     |
|             | اتفاقية السماوات المفتوحة                 | ?                     | ?                  |
|             | المنظمة الهيدروغرافية الدولية             | ?                     | ?                  |
|             | المرصد الأوروبي الجنوبي                   | 2001                  | 1962               |
|             | الاتحاد الدولي للاتصالات                  | 1866                  | 1866               |
|             | مؤسسة التمويل الدولية                     | 8 يوليو 1966          | 20 يوليو 1956      |
|             | المنظمة الأوروبية لسلامة الملاحة الجوية   | 1986                  | 1960               |
|             | المركز الدولي لتسوية المنازعات الاستشارية | 1 أغسطس 1984          | 20 سبتمبر 1967     |
|             | مجموعة أستراليا                           | 1985                  | 1985               |
|             | مجموعة الموردين النوويين                  | ?                     | ?                  |

## أعلام
هذه قائمة لبعض الشخصيات التي تربطها علاقات بالبلدين:
- أدريين سيلفا (لاعب كرة قدم برتغالي، 15 مارس 1989[35] – )
- أفونسو الأول ملك البرتغال (ملك البرتغال، 25 يوليو 1109 – 6 ديسمبر 1185)
- أميلي أميرة أورليان (ملكة البرتغال قرينة، 28 سبتمبر 1865[36][37] – 25 أكتوبر 1951[36][37])
- أنتوني لوبيز (لاعب كرة قدم برتغالي، 1 أكتوبر 1990[38] – )
- أنطوان غريزمان (لاعب كرة قدم فرنسي، 21 مارس 1991[39] – )
- أنطونيو كوستا (17 يوليو 1961 – )
- بيتيت (لاعب ومدرب كرة قدم برتغالي، 25 سبتمبر 1976[40] – )
- جولييت بينوش (ممثلة فرنسية، 9 مارس 1964[41][42][43] – )
- رافاييل غيريرو (لاعب كرة قدم برتغالي، 22 ديسمبر 1993[44] – )
- روبير بيريز (لاعب كرة قدم فرنسي، 29 أكتوبر 1973[45] – )
- سانشو الأول ملك البرتغال (11 نوفمبر 1154[46] – 26 مارس 1211)
- شارل الجريء (10 نوفمبر 1433[47] – 5 يناير 1477[47])
- كيفن غاميرو (لاعب كرة قدم فرنسي، 9 مايو 1987[48] – )
- مانويل الثاني ملك البرتغال (آخر ملوك البرتغال، التي تحولت لجمهورية فيما بعد، 15 نوفمبر 1889[49] – 2 يوليو 1932[49][50])
- هنري كونت البرتغال (1066 – 1 نوفمبر 1112)

## وصلات خارجية
- موقع وزارة الخارجية البرتغالية
- موقع وزارة الخارجية الفرنسية